# Miranda Warning (banda)
Miranda Warning fue un grupo de música pop español. Sus componentes fueron Lucía Martínez (vocalista), Antonio Romero y Josué García (guitarras), Alberto Martínez (bajo) y Roberto Ropero (batería), todos originarios de la ciudad de Elche, en la provincia de Alicante. Sus temas están mayoritariamente compuestos en español, aunque se pueden encontrar en sus discos versiones en inglés de sus canciones más conocidas. Temas como Despierta, Flor de un día, ¿Por qué?, Los restos del naufragio ostentaron fama en su día, y aún hoy se dejan oír en las emisoras de radio.
El nombre de la banda proviene de la ley estadounidense homónima, traducida como Advertencia Miranda.
El grupo está inactivo desde 2007, año en que ofrecieron sus últimos conciertos. Su página web desapareció poco después.

## Biografía
Lucía estudiaba filología inglesa en Elche cuando le ofrecen participar en un grupo musical (Cool Cherry), formado por amigos, en el que la voz cantante siempre había sido un hombre. La voz femenina cambia totalmente la banda y cambian el nombre al proyecto convirtiéndose en Miranda Warning. 
Miranda Warning graban una demo, que envían a las compañías discográficas, interesándose por ellos varias discográficas. Finalmente se deciden por MuXXIc. En 2000 es lanzado su primer álbum homónimo. Su segundo disco, "Escena Segunda", se lanzó en 2002, también con la compañía MuXXic. En 2005 lanzan "Lugares que esperan", con la compañía SONY-BMG.
Su primer disco, "Miranda Warning", fue grabado en los estudios Track de Madrid a finales de 1999 y contó con la producción de Javier Monforte y Gonzalo Benavides. El sencillo de debut de la banda, Despierta, se radió por primera vez la última semana de enero de 2000.
En abril de ese mismo año lograron ser número 1 de 40 principales con su tema "Despierta". Durante todo 2000 y gran parte de 2001 realizaron conciertos por toda España y participaron en los programas de televisión más importantes del momento (Los conciertos de Radio 3, Música sí, A solas, La Cosa Nostra...) Ese año 2000, la canción Wake Up (la versión en inglés de "Despierta") fue elegida para realizar un anuncio de relojes a nivel nacional. Miranda Warning fueron también la banda elegida para telonear al grupo mexicano Maná en sus conciertos de Zaragoza, Valencia y Sevilla.
El álbum "Miranda Warning" se editó en México, con la particularidad que no se incluyó en esa edición el tema "No vendrás".
En 2002 publicaron Escena Segunda, un disco que se gestó artesanalmente en Elche y que se terminó de grabar nuevamente en los estudios Track. Los doce temas que compusieron este trabajo fueron escogidos tras un periodo muy creativo en el cual se llegaron a trabajar hasta 40 temas. En abril de 2002 se puso a la venta y comenzó a sonar por todas las radios nacionales su single "¿Por qué?". Nuevamente empezaron a girar por toda España. Ese año también se les pudo ver en programas de televisión como "Crónicas Marcianas" y eventos tan importantes como la presentación de la Vuelta Ciclista a España.
En verano de 2004 se inició la grabación de lo que sería su tercer, y hasta ahora último, álbum de estudio, "Lugares que esperan". La grabación se inició sin el amparo de ninguna discográfica. Todo el álbum se grabó en Elche, en los estudios EuroTrack, de forma autoproducida. A principios de 2005 SONY-BMG se interesó por la banda y publicó "Lugares que esperan" en septiembre de ese mismo año. Su primer sencillo, "Los restos del naufragio", fue la canción elegida para promocionar una famosa guía en anuncios televisivos.
Su último concierto se realizó en 2007 y, desde entonces, la banda ha estado inactiva.

## Discografía

### 1.- Miranda Warning (2000)
- 1. Despierta 4:02
- 2. Flor de un día 5:19
- 3. Algo Nuevo 4:28
- 4. No Vendrás 3:43
- 5. Su sabor 2:49
- 6. Edén 3:36
- 7. Cosas que no sé decir 3:44
- 8. Sin promesas 4:23
- 9. El día que esto sea verdad 2:58
- 10. No fue perder 3:47
- 11. Wake up 4:05
- 12. Say 3:46

### 2.- Escena Segunda (2002)
- 1. ¿Por qué? 4:17
- 2. Volverás 3:43
- 3. Mañana 2:22
- 4. Si te vas 4:14
- 5. Niebla sólida 4:59 (Cada vez)
- 6. Déjame mirarte 4:35 (Déjame)
- 7. Lo dejaste todo atrás 3:29 (Todo atrás)
- 8. El verano de los dos 3:46 (El verano)
- 9. Mis manos tan vacías 3:28 (Echar a andar)
- 10. Tu media sonrisa 3:48
- 11. Qué puedo esperar 4:29 (Qué más)
- 12. Otra piel 3:35

### 3.- Lugares que Esperan (2005)
- 1. Si empieza a llover 3:19
- 2. Intrascendente 2:52
- 3. Los restos del naufragio 4:02
- 4. No serás 3:53
- 5. Aquí dejo de buscar 3:34
- 6. Deprisa 3:38
- 7. Tierra muerta 3:39
- 8. También esto acabará 2:17
- 9. Bajo un cielo protector 4:25
- 10. Pierdo el rumbo 3:53
- 11. Anónimos 4:18
- 12. Qué duda hay 4:50
- 13. Inner mirror 3:52

#### Versiones en discos homenajes
- Tormentas imaginarias, en el disco homenaje a 091 "Partiendo de Cero" (2002).
- Cemetry Gates, en el disco tributo a The Smiths "Una luz que nunca se apagará" (2005).

#### Singles extraídos de los 3 álbumes de estudio
- 1. Despierta, del álbum "Miranda Warning" (2000).
- 2. Wake up, del álbum "Miranda Warning" (2000).
- 3. Flor de un día, del álbum "Miranda Warning" (2000).
- 4. Cosas que no sé decir, del álbum "Miranda Warning" (2000).
- 5. ¿Por qué?, del álbum "Escena Segunda" (2002).
- 6. Déjame, del álbum "Escena Segunda" (2002).
- 7. Si te vas, del álbum "Escena Segunda" (2002).
- 8. Los restos del naufragio, del álbum "Lugares que Esperan" (2005).
- 9. Si empieza a llover, del álbum "Lugares que Esperan" (2005).